# Glenn Lindqvist
Glenn Lindqvist (né le 21 avril 1976) est un athlète finlandais spécialiste du décathlon. 

## Carrière

### Palmarès
| Année | Compétition                  | Lieu        | Résultat | Performance |
| ----- | ---------------------------- | ----------- | -------- | ----------- |
| 1994  | Championnats du monde junior | Lisbonne    | 3e       | 7288 pts    |
| 1995  | Championnats d’Europe junior | Nyiregyhaza | 1er      | 7363 pts    |

### Records
| Épreuve   | Performance | Lieu  | Date          |
| --------- | ----------- | ----- | ------------- |
| Décathlon | 7578 pts    | Azusa | 16 avril 1999 |

| Épreuve    | Performance | Lieu    | Date            |
| ---------- | ----------- | ------- | --------------- |
| Heptathlon | 5582 pts    | Madison | 21 février 1999 |